# Apeadeiro de Panoias

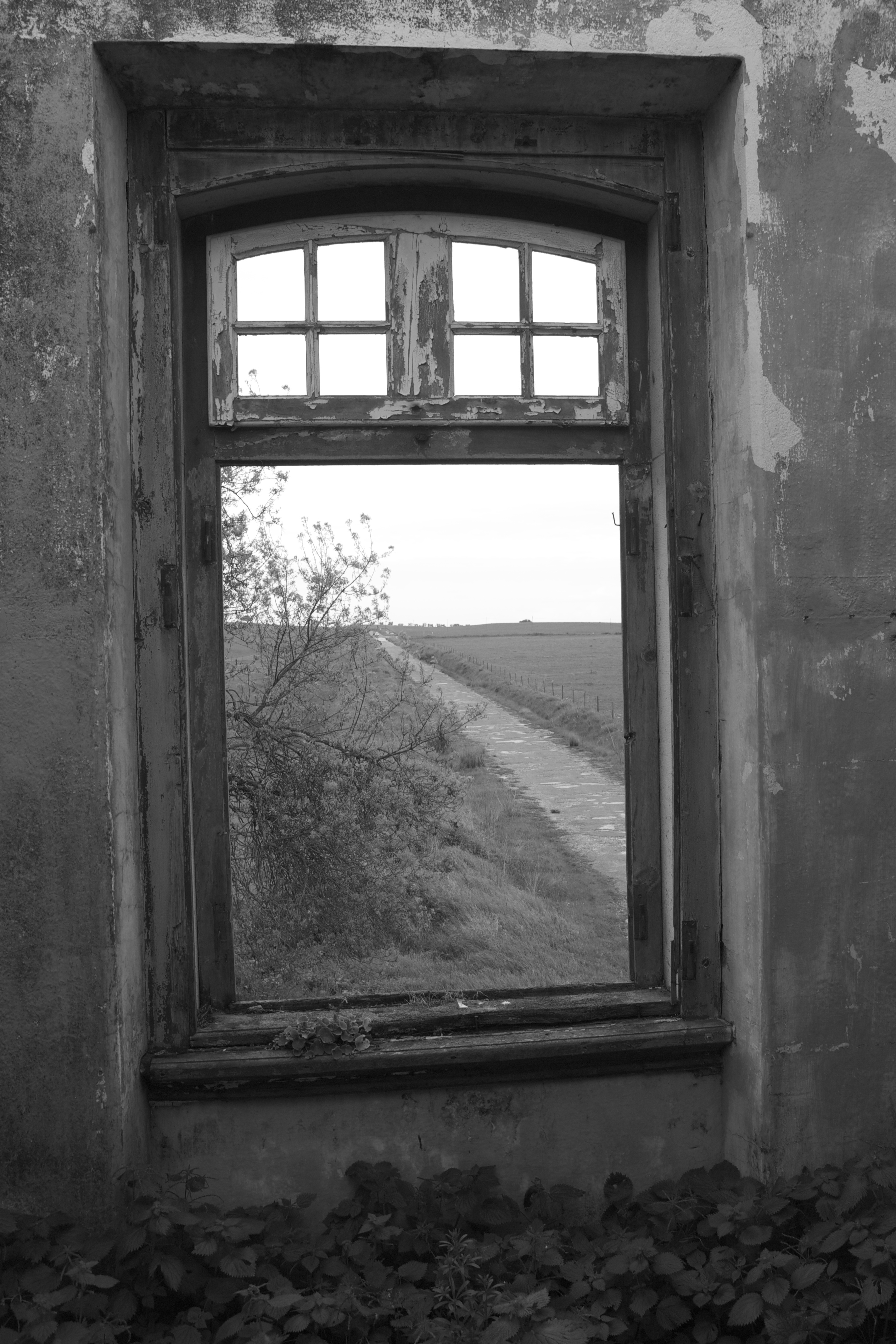
Estrada de acesso ao apeadeiro de Panóias em 2011, vista do do edifício anexo, já abandonado

O Apeadeiro de Panoias (tradicionalmente grafado pela C.P. como Panóias mesmo após 1945) é uma interface encerrada da Linha do Alentejo, que servia a localidade de Panoias, no Distrito de Beja, em Portugal.

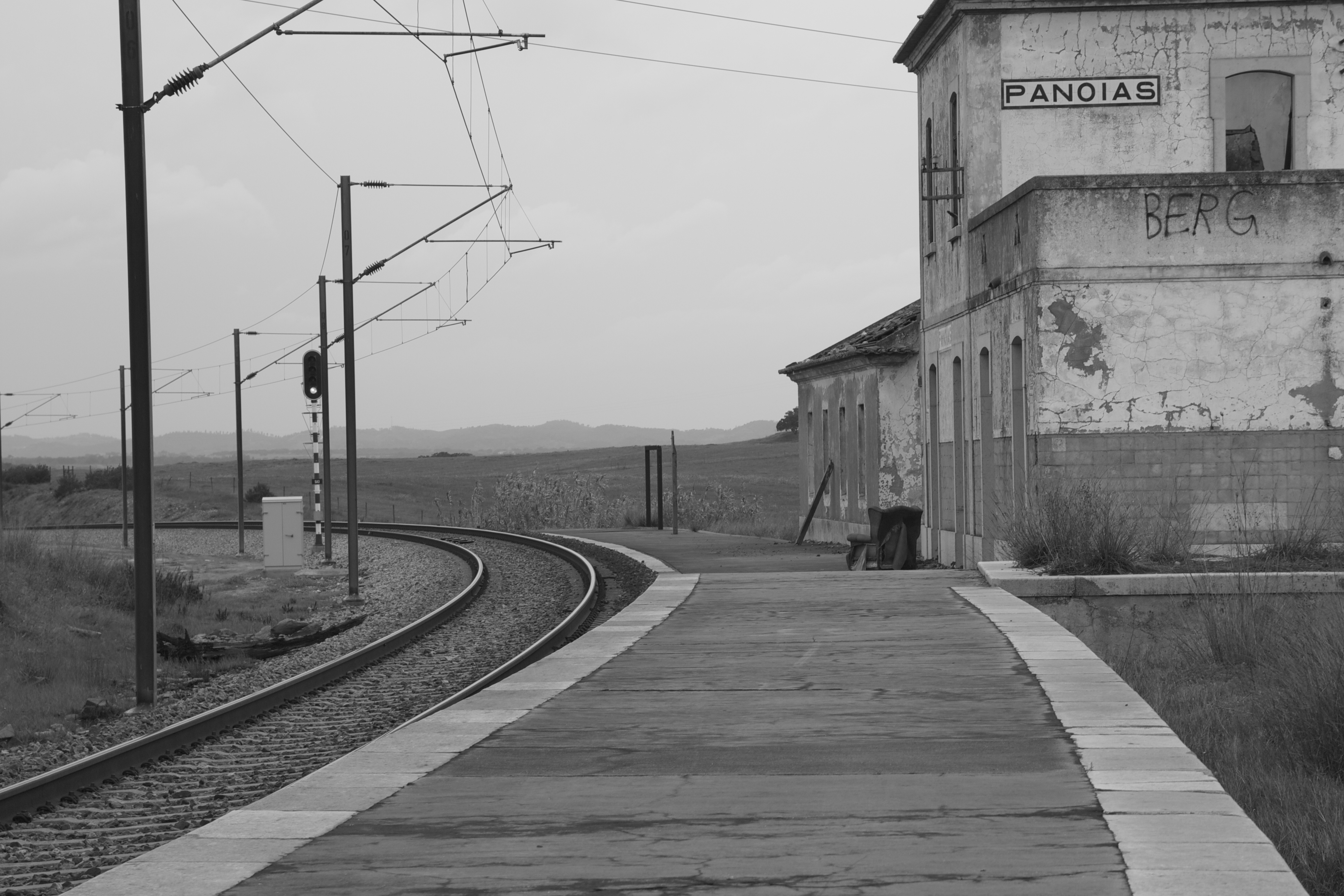
Aspeto da plataforma e gare em 2011, com a via já eletrificada

## História
Esta interface situa-se no troço entre Casével e Amoreiras-Odemira, que entrou ao serviço em 20 de Dezembro de 1870, como parte do Caminho de Ferro do Sul.
Na década de 1970 esta interface tinha a categoria de «apeadeiro-resguardo». Em Setembro de 1971, a Companhia dos Caminhos de Ferro Portugueses anunciou que a partir do dia 1 de Outubro desse ano deixariam de estar guarnecidas várias estações e apeadeiros, incluindo o de Panóias, como parte de um programa de racionalização da exploração ferroviária. Como parte desta medida, os edifícios deixariam de vender bilhetes, que passariam a ser adquiridos a bordo junto dos revisores, e seria suspensa a expedição de bagagens e remessas em detalhe.

Em 2010 encontrava-se ainda disponível para serviço no diretório da Refer.